# Doupě
Doupě település Csehországban, a Jihlavai járásban. Doupě Růžená, Řídelov, Vanůvek, Telč és Třeštice településekkel határos. Lakosainak száma 104 fő (2024. január 1.).

## Népesség
A település lakosságának változását az alábbi diagram mutatja:
| Lakosok száma | 160  | 174  | 209  | 165  | 107  | 87   | 103  | 96   | 100  | 104  |
|               | 1869 | 1890 | 1921 | 1950 | 1980 | 2001 | 2017 | 2019 | 2022 | 2024 |